# Eugeen Van Dievoet
Eugeen Van Dievoet (Brussel, 9 mei 1862 – aldaar, 20 maart 1937) was een Belgische architect die hoofdzakelijk te Brussel gebouwen ontwierp, in de art-deco- of beaux-arts-stijl.

## Biografie
Eugeen Van Dievoet was een zoon van Ernest Jean-Louis Van Dievoet (Brussel, 16 juli 1835 – Sint-Gillis, 28 augustus 1903) en van Leonie Josephine Françoise Most (Antwerpen, 14 juli 1838 – Brussel, 1943). Hij was kleinzoon van zijn gelijknamige grootvader, Eugeen Van Dievoet, en van Hortense Poelaert, die de zuster was van de befaamde architect Joseph Poelaert. 
Hij was ook een neef van architect Henri Van Dievoet en van de art-nouveau-kunstenaar Gabriel Van Dievoet.
Eugeen trouwde met Léonie Caroline Catherine Quarez (Luik, 22 mei 1865 – Sint-Lambrechts-Woluwe, 6 december 1944) die drie jaar jonger was dan hijzelf. Het echtpaar bleef kinderloos.

## Loopbaan
Eugeen Van Dievoet begon zijn carrière als militair architect en ontving zijn opleiding in de Koninklijke Militaire School (48-ste promotie, Genie, 1880-1885). Hij werd majoor van de Genie, lesgever aan de Koninklijke Militaire School,  en vanaf 1936 lid van de Koninklijke Maatschappij voor Archeologie te Brussel. 
Na zijn militaire activiteiten werd hij burgerlijk architect met woonplaats in de Vergotestraat 30 te Brussel. Hij ontwierp in deze stad talrijke huizen en appartementsgebouwen in art-deco- of beaux-arts-stijl.

## Eerbetoon
- Ridder in de Leopoldsorde
- Officier in de Kroonorde
- Herinneringsmedaille van het bewind van koning Leopold II
- Militair Kruis 1-ste klasse

## Werken(Selectie)
- 1922 : Schaarbeek: Woning van Louis Brison (wisselagent), Auguste Reyerslaan 120. Burgershuis in baksteen en blauwe steen. Eclectische Lodewijk XV-stijl.
- 1923 : Brussel, Fabriekstraat 32. Burgershuis in beaux-arts-stijl.
- 1923 : Brussel, Fabriekstraat 32A tot 36A. Appartementsgebouw met vijf niveaus in art-decostijl.
- 1923 : Sint-Lambrechts-Woluwe: Vergotestraat 30 (hernummerd: voorheen Vergotestraat 14, Schaarbeek). Eigen woning van Eugeen Van Dievoet zelf. Burgershuis in eclectische stijl, met beaux-arts-invloeden.

## Illustraties

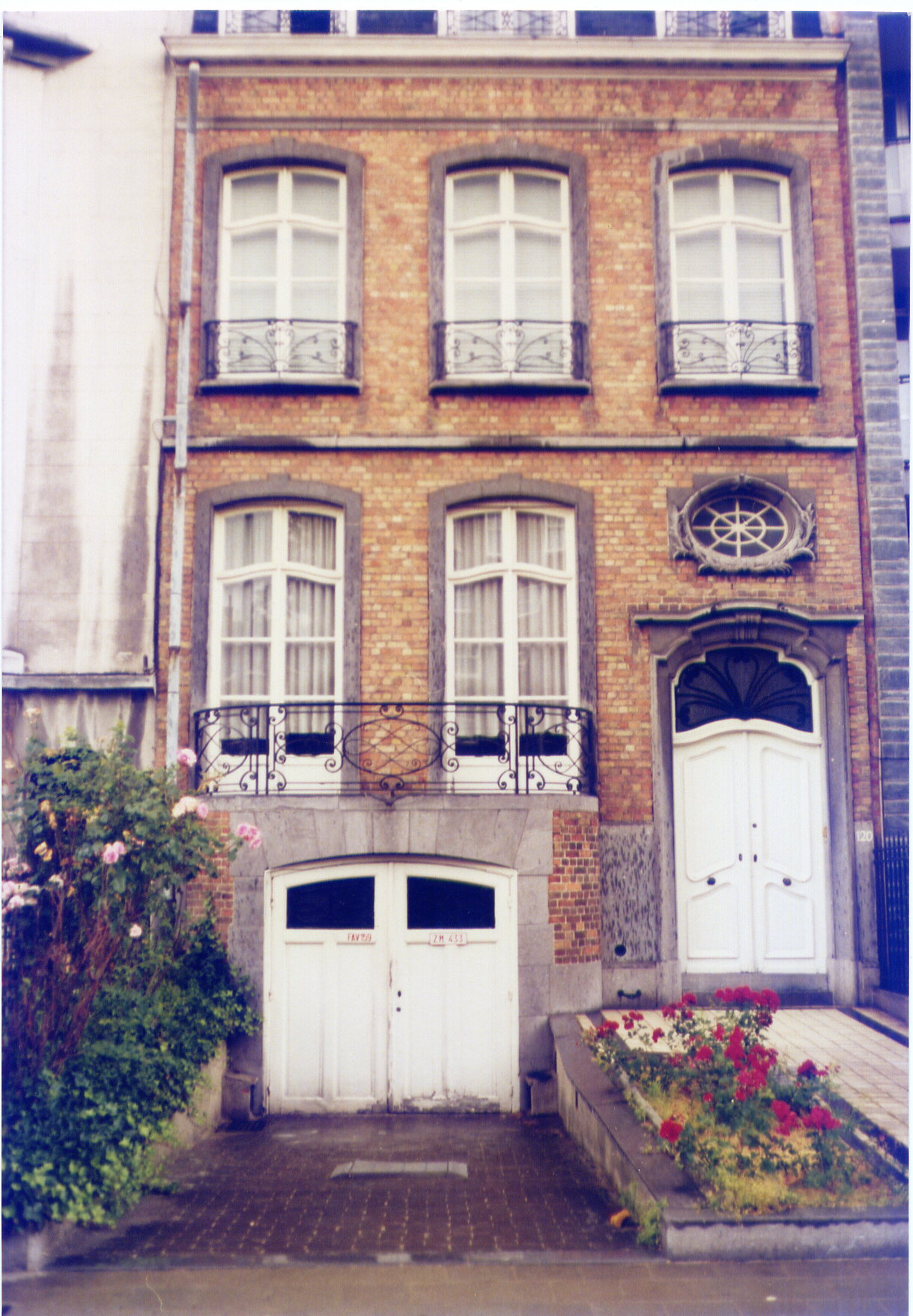
Woning van Louis Brison, Auguste Reyerslaan 120, Schaarbeek (1922).
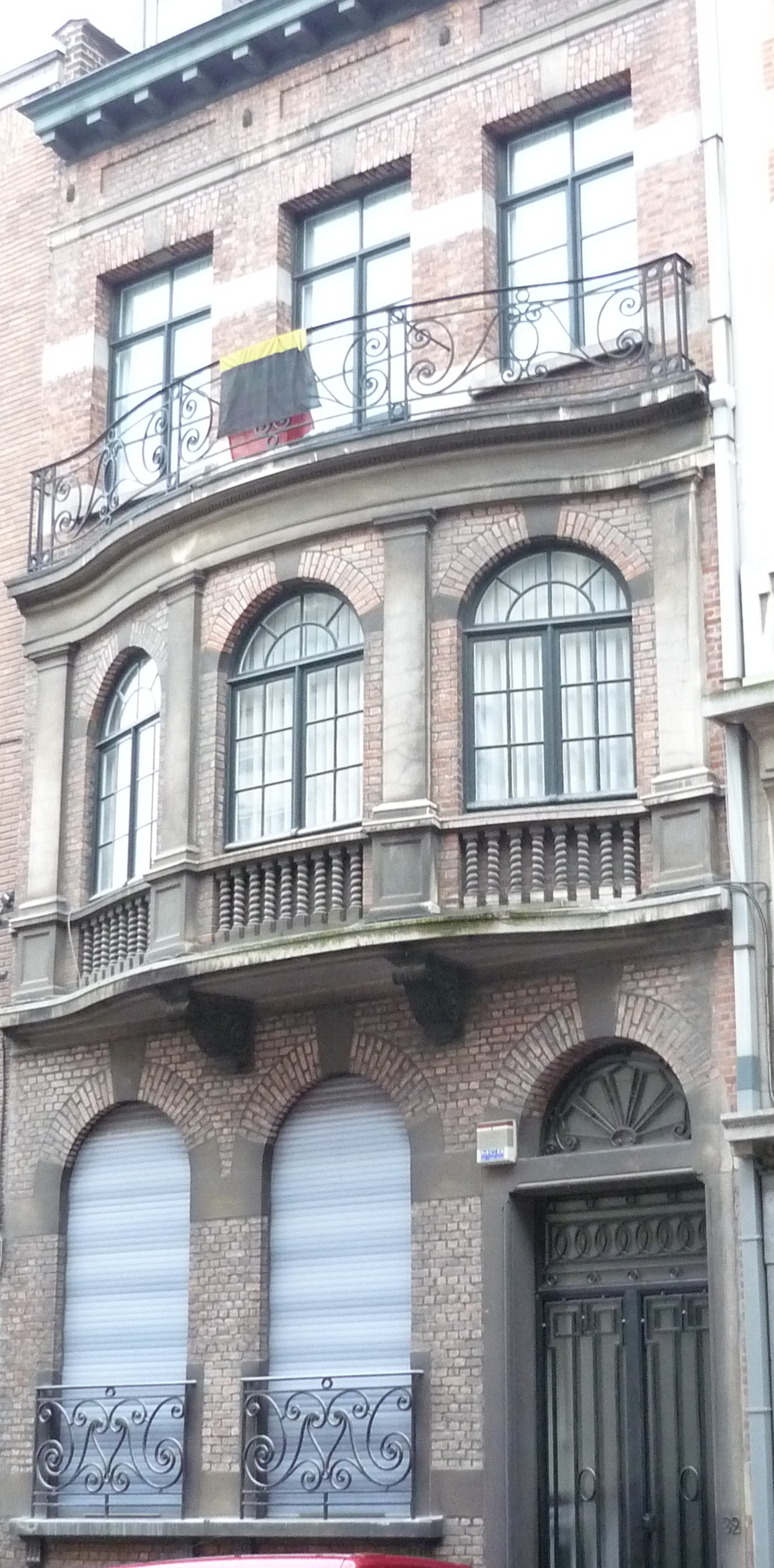
Fabriekstraat 32, Brussel. Burgershuis (1923).
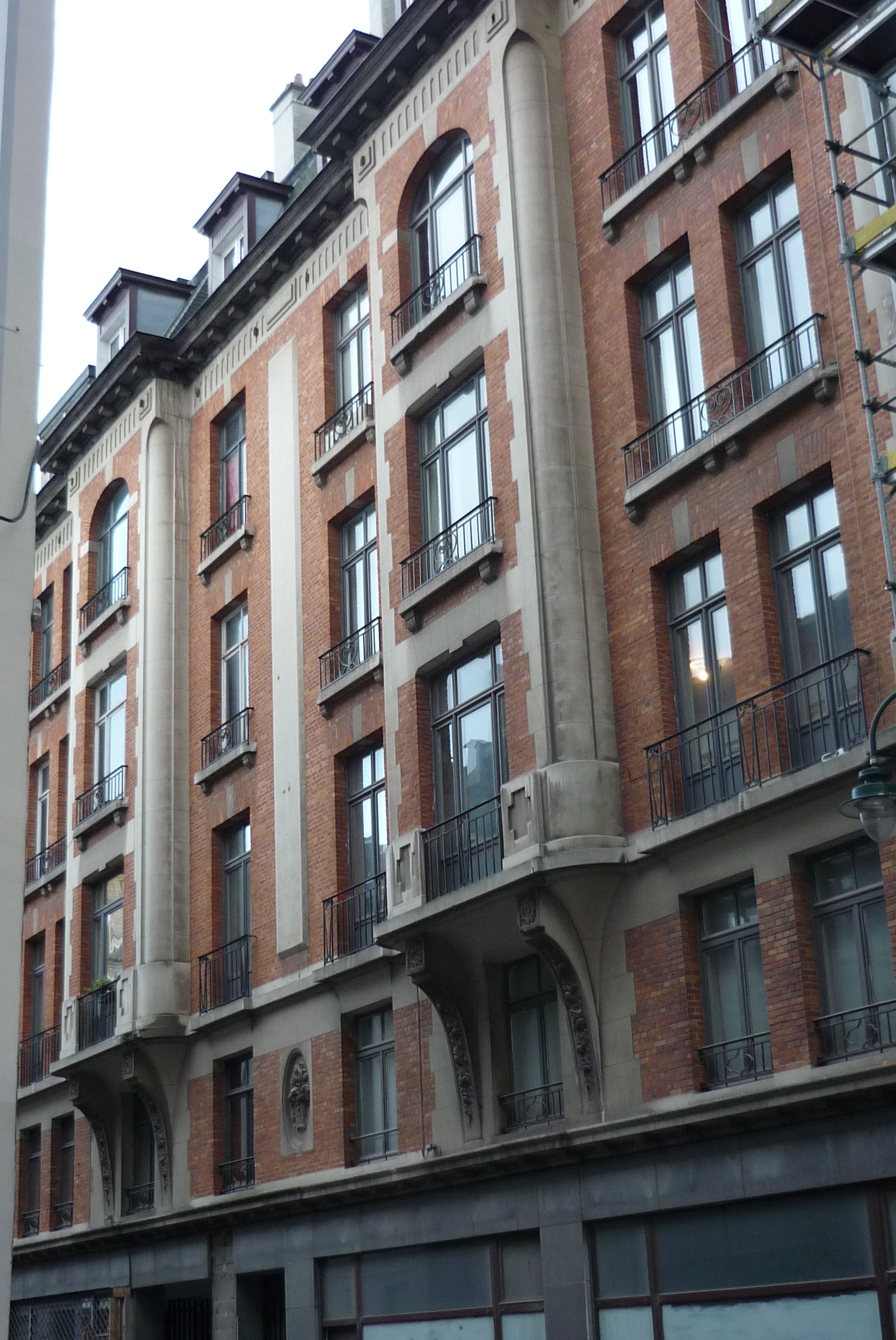
Fabriekstraat 32A-36A. Appartementsgebouw (1923).
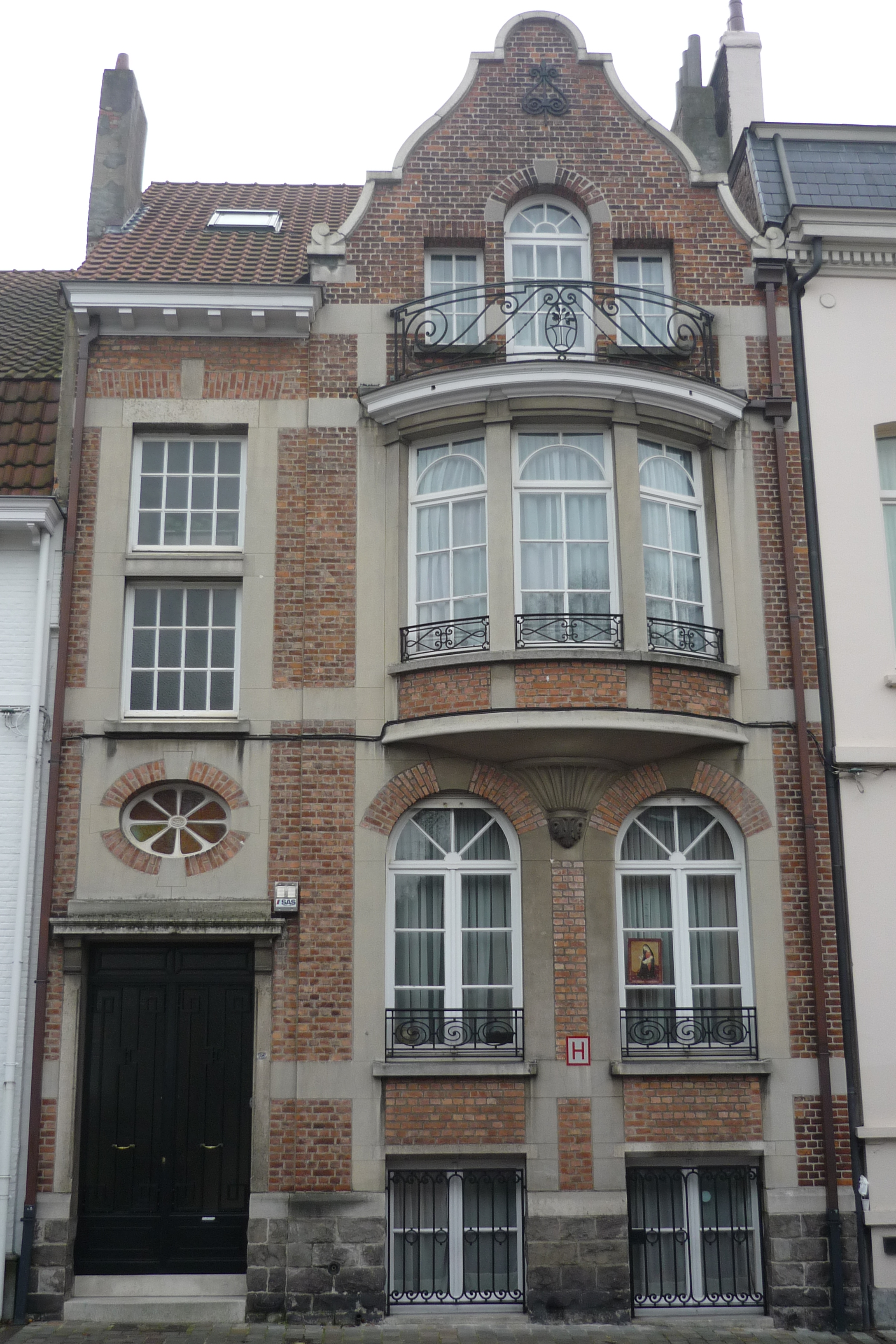
Vergotestraat 30, Sint-Lambrechts-Woluwe. Eigen woning van Eugeen Van Dievoet (1923).